# باول إي. جونسون
باول إي. جونسون (بالإنجليزية: Paul E. Johnson)‏ هو مؤرخ أمريكي، ولد في 15 أغسطس 1942 في لوس أنجلوس في الولايات المتحدة.